# Liste der Generalgouverneure von Tuvalu

Gouverneursflagge von Tuvalu

Dies ist eine Liste der Generalgouverneure von Tuvalu, einem Inselstaat im Pazifischen Ozean
| Name                   | Lebensdaten | Amtszeit                           |
| ---------------------- | ----------- | ---------------------------------- |
| Fiatau Penitala Teo    | 1911–1998   | 1. Oktober 1978 – 1. März 1986     |
| Tupua Leupena          | 1922–1996   | 1. März 1986 – 1. Oktober 1990     |
| Toaripi Lauti          | 1928–2014   | 1. Oktober 1990 – 1. Dezember 1993 |
| Tomu Sione             | 1941–2016   | 1. Dezember 1993 – 21. Juni 1994   |
| Tulaga Manuella        | * 1936      | 21. Juni 1994 – 26. Juni 1998      |
| Tomasi Puapua          | * 1938      | 26. Juni 1998 – 9. September 2003  |
| Faimalaga Luka         | 1940–2005   | 9. September 2003 – 15. April 2005 |
| Filoimea Telito        | * 1945–2011 | 15. April 2005 – 19. März 2010     |
| Kamuta Latasi          | * 1936      | 19. März 2010 – 16. April 2010     |
| Iakoba Taeia Italeli   |             | 16. April 2010 – 22. August 2019   |
| Teniku Talesi Honolulu |             | 22. August 2019 – Januar 2021      |
| Samuelu Teo            |             | Januar 2021 – 28. September 2021   |
| Tofiga Vaevalu Falani  |             | 28. September 2021 – amtierend     |